# Villeneuve-le-Roi
Villeneuve-le-Roi è un comune francese di 18 596 abitanti situato nel dipartimento della Valle della Marna nella regione dell'Île-de-France.

## Società

### Evoluzione demografica
Abitanti censiti

## Amministrazione

### Gemellaggi
- Stourport-on-Severn,  Regno Unito, dal 1971
- Arpino, Italia